# Luojiang (köping i Kina)
Luojiang (kinesiska: 罗江, 罗江镇) är en köping i Kina. Den ligger i den autonoma regionen Guangxi, i den södra delen av landet, omkring 220 kilometer öster om regionhuvudstaden Nanning. Antalet invånare är 19182. Befolkningen består av 9 540 kvinnor och 9 642 män. Barn under 15 år utgör 30 %, vuxna 15-64 år 58 %, och äldre över 65 år 11,0 %.
Genomsnittlig årsnederbörd är 2 243 millimeter. Den regnigaste månaden är maj, med i genomsnitt 363 mm nederbörd, och den torraste är oktober, med 38 mm nederbörd.